# Johnny Bredahl
Johnny Bredahl (født 27. august 1968 i København, Danmark), omdøbt til Johnny Wahid Johansen, er en dansk tidligere  bokser og deltager i Robinson Ekspeditionen 2006. Johnny er lillebror til Jimmy Bredahl, der ligeledes var en succesfuld bokser. Han er muligvis en af Danmarks bedste boksere nogensinde[kilde mangler] og er op til flere gange blevet kåret til Europa- og verdensmester. 
Hans amatørrekordliste var på 59 sejre og 10 nederlag. Han blev dansk mester i fluevægt i 1987 og 1988 og nordisk mester i 1988. Han deltog i samme vægtklasse ved OL i 1988. Her røg han dog ud i første runde. 
Han startede sin professionelle karriere med sin debutkamp 8. december 1988. Bredahl kæmpede i alt 58 professionelle kampe (58-2-0, KO 26) 
- Vægtklasse: Bantamvægt (max 53,524 kg)
- Titler i karrieren: WBA Verdensmester, IBO Verdensmester, WBO Verdensmester, IBC Verdensmester, WBU Verdensmester, EBU Europamester og EBA Europamester.

Den første betydelige titel, Bredahl vandt, var EBU (europamesterskabet) i 1992. På hjemmebane i København stoppede han skotten Donnie Hood i 7. omgang.
Bredahl vandt sin første VM-titel den 4. september 1992, da han slog Jose Quirino, Mexico i kampen om WBO-titlen i juniorbantamvægt. Qouirino var forsvarende mester og blev regnet blandt de 10 bedste i vægtklassen af det amerikanske boksemagasin The Ring Magazine. Titlen var på det tidspunkt endnu ikke generelt anerkendt som en reel VM-titel, men med sejren rykkede Bredahl ind i Top 10 hos The Ring Magazine.
I 1995 udfordrede han nordireren Wayne McCullough i en kamp i Belfast om WBC-titlen i bantamvægt, men danskeren blev stoppet før 8. omgang. Efter dette nederlag blev Kjeld Krogh træner for Bredahl. I 2000 fik Bredahl igen chancen for at vinde en anerkendt VM-titel, da han mødte Paulie Ayala, USA, i kasinoet Manadalay Bay i Las Vegas om WBA-titlen i bantamvægt. Efter en tæt kamp tabte Bredahl på point med 114-114, 112-115 og 111-116.
Den 19. april 2002 vandt Bredahl endelig en anerkendt VM-titel. Det var WBA-titlen i bantamvægt, da han slog den forsvarende mester Eidy Moya fra Venezuela. Kampen blev bokset i København, og Bredahl vandt på knockout i 9. omgang. Dermed blev han den første dansker, der vandt en anerkendt VM-titel, siden de danskere, der boksede i begyndelsen af det 20. århundrede - Battling Nelson, John Gutenko og Waldemar Holberg. Før kampen var Eidy Moya rangeret som nummer tre hos The Ring Magazine. En rangering Bredahl overtog. Han forsvarede titlen tre gange mod hhv. Leo Gamez, David Guerault og Nobuaki Naka. Alle tre kampe blev vundet på point. Den 11. oktober 2004 stoppede Johnny Bredahl karrieren på grund af problemer med hænderne.
I løbet af karrieren boksede Bredahl otte gange om europamesterskabet og vandt alle gange.
Bredahl gjorde comeback den 30. marts 2006, men det blev karrierens sidste kamp.
I december 2006, blev Bredahl indlagt på Rigshospitalets Traumecenter efter et overfald tidligt om morgenen på Strøget efter en julefrokost.
Bredahl udgav i slutningen af 2007 i samarbejde med forfatter og sportsjournalist Lars Steen Pedersen (Forfatter til Stig Tøftings selvbiografi) bogen Kampen, der i korte træk handler om Bredahls liv og hans karriere.